# Tachinidae
I tachinidi (Tachinidae Robineau-Desvoidy, 1830) sono una famiglia di insetti appartenente all'ordine dei Ditteri. La famiglia comprende circa 8500 specie, accomunate da uno sviluppo parassitario endofago. I tachinidi vengono utilizzati in agricoltura per il controllo biologico di alcuni Lepidotteri.

## Tassonomia
La famiglia comprende circa 8 500 specie in oltre 1 500 generi, ed è suddivisa in quattro sottofamiglie:
- Sottofamiglia Dexiinae
  - Tribù Dexinii, Duforiini, Voriini, Uramyni

- Sottofamiglia Exoristinae
  - Tribù Anacamptomyiini, Blondeliini, Eryciini, Exoristini, Goniini, Masiphyini, Winthemiini

- Sottofamiglia Phasiinae

- Sottofamiglia Tachininae
  - Tribù Bigonichetini, Brachymerini, Ernestiini, Germariini, Germariochaetini, Glaurocarini, Graphogastrini, Iceliini, Leskiini, Macquartiini, Megaprosopini, Minthoini, Myiophasiini, Myiotrixini, Neaerini, Nemoraeini, Ormiini, Palpostomatini, Pelatachinini, Polideini, Proscissionini, Protohystriciini, Siphonini, Tachinini

### Alcune specie

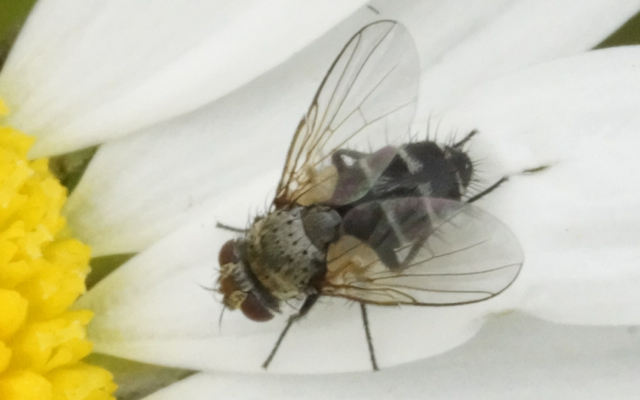
Actia lamia
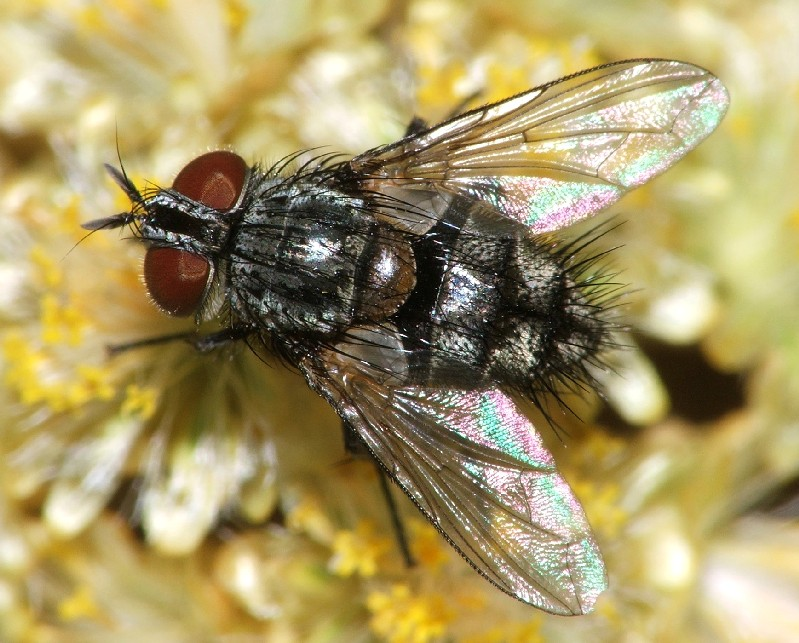
Carcelia sp.
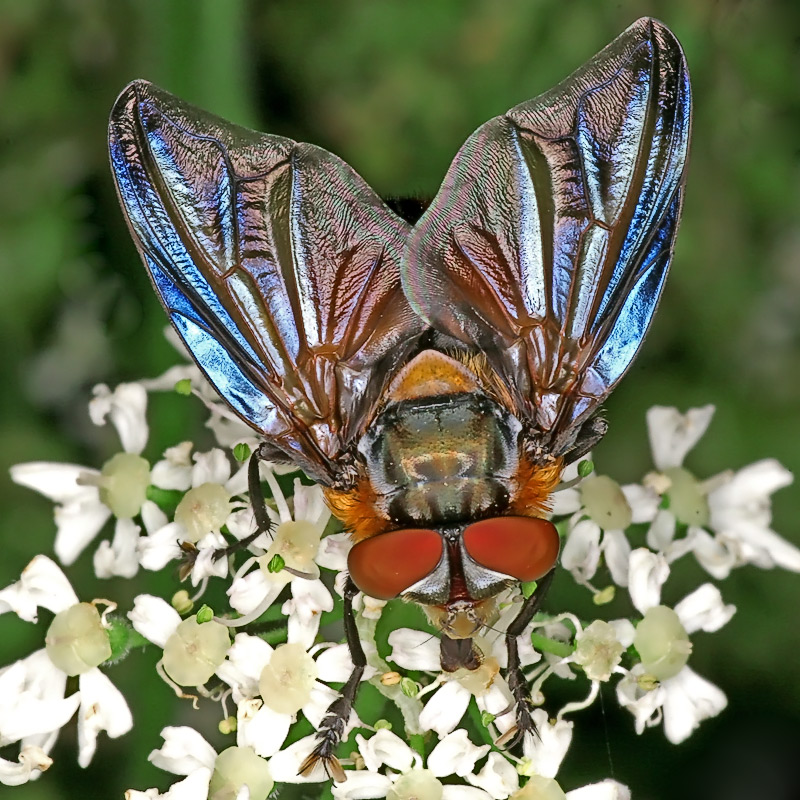
Phasia hemiptera
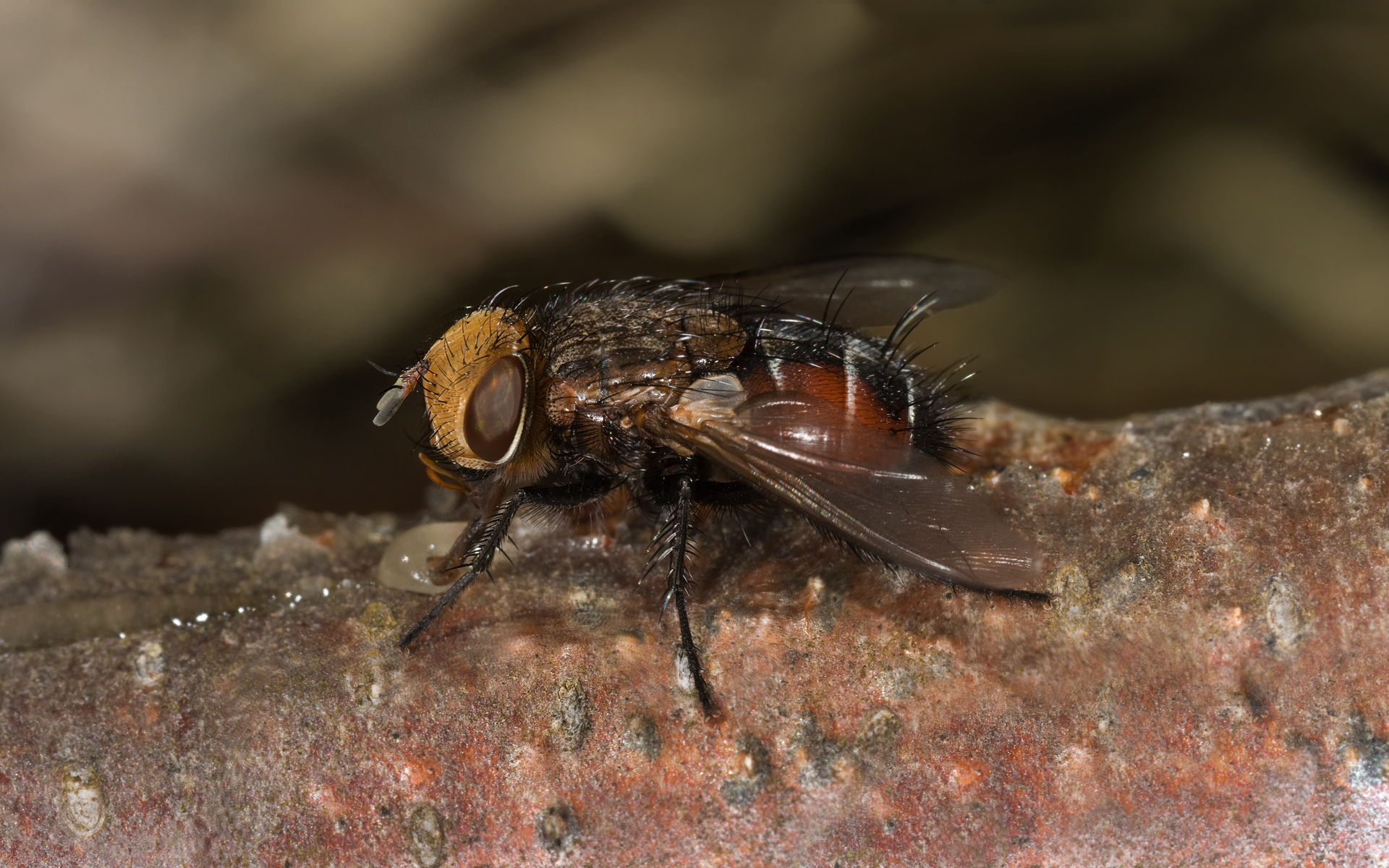
Gonia capitata
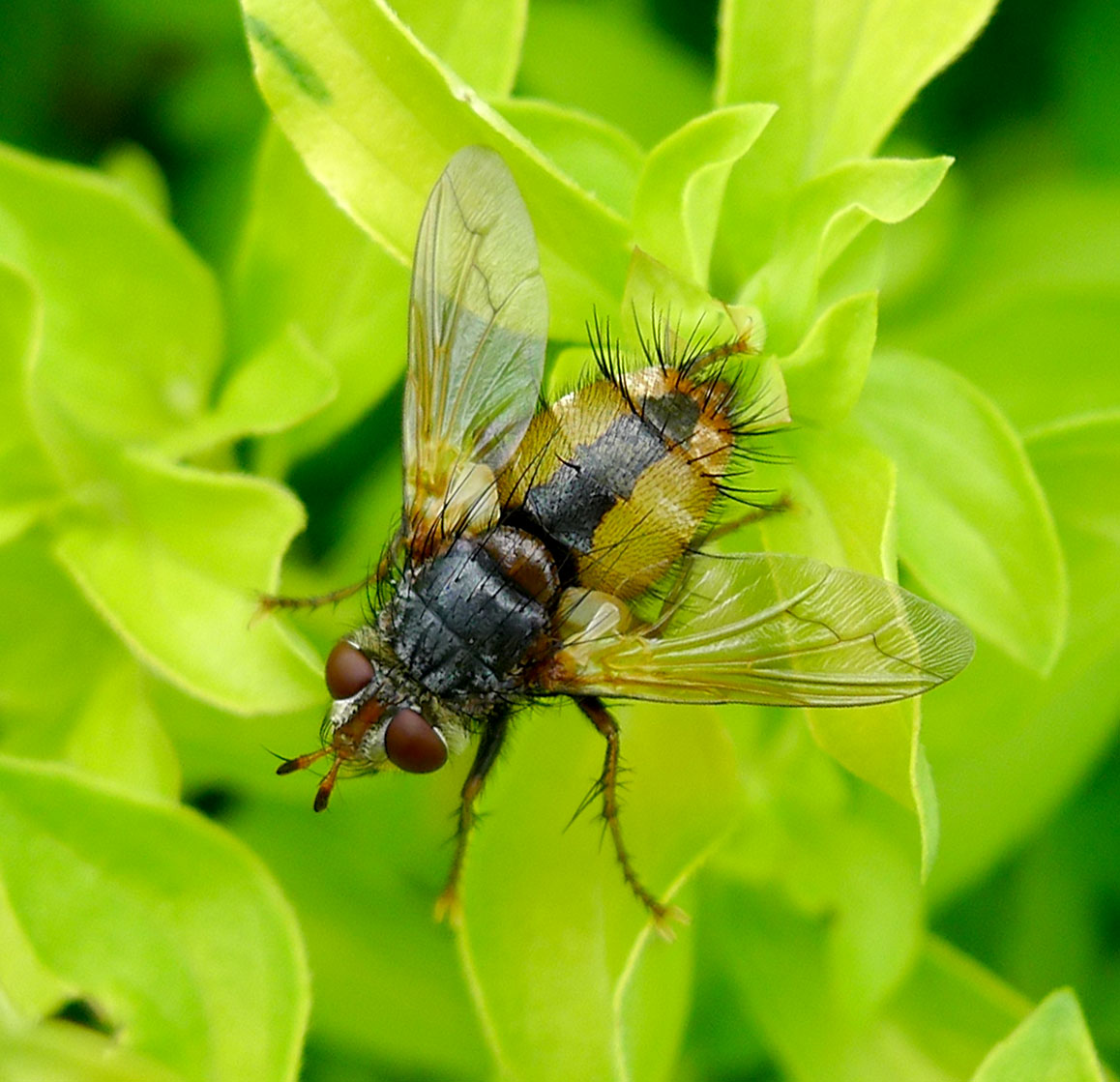
Tachina fera
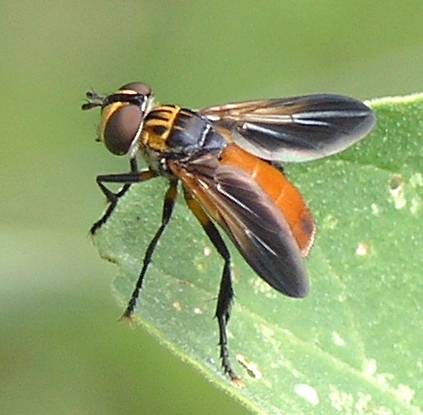
Trichopoda pennipes
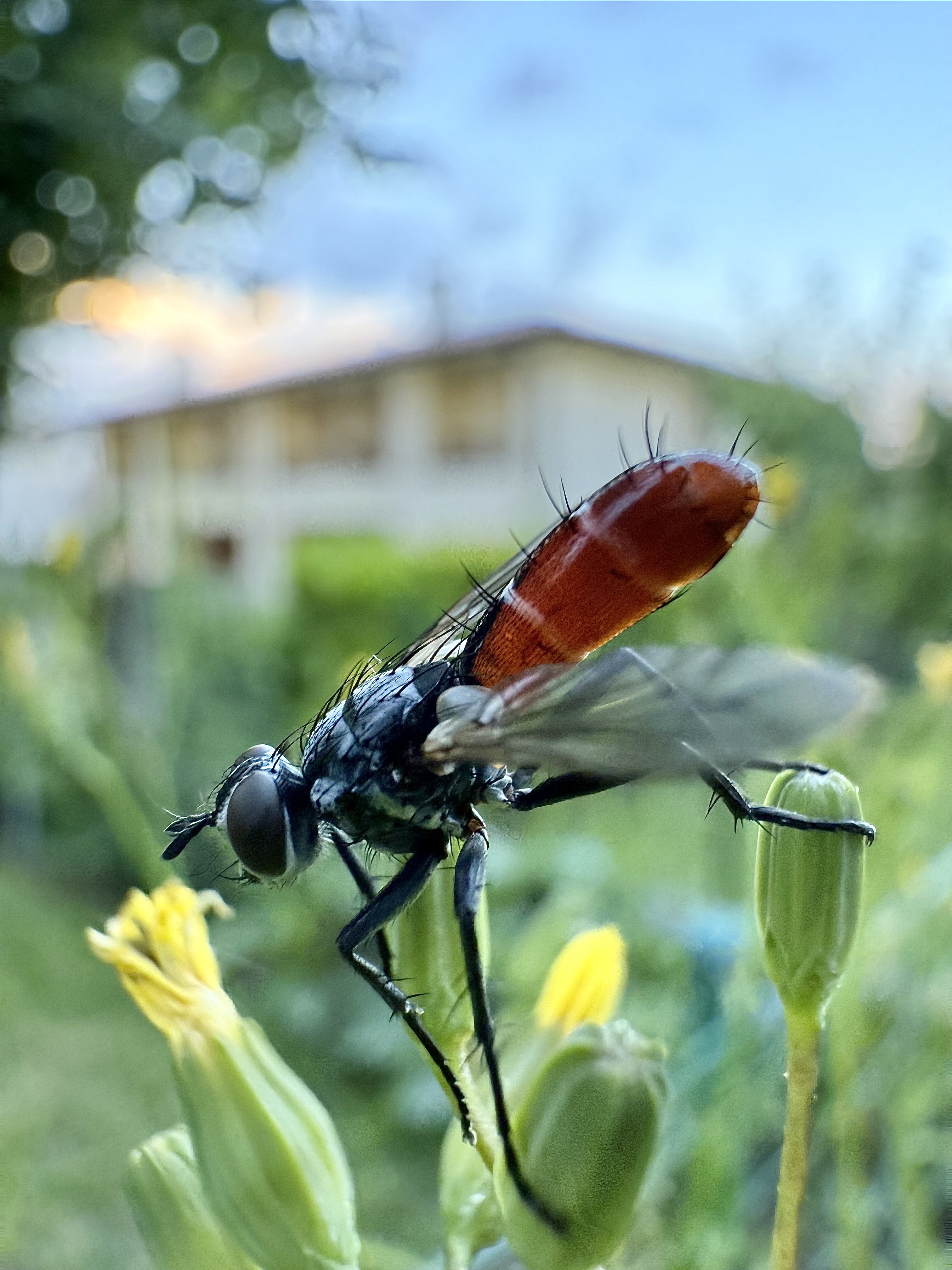
Cylindromyia bicolor